# Jojoba

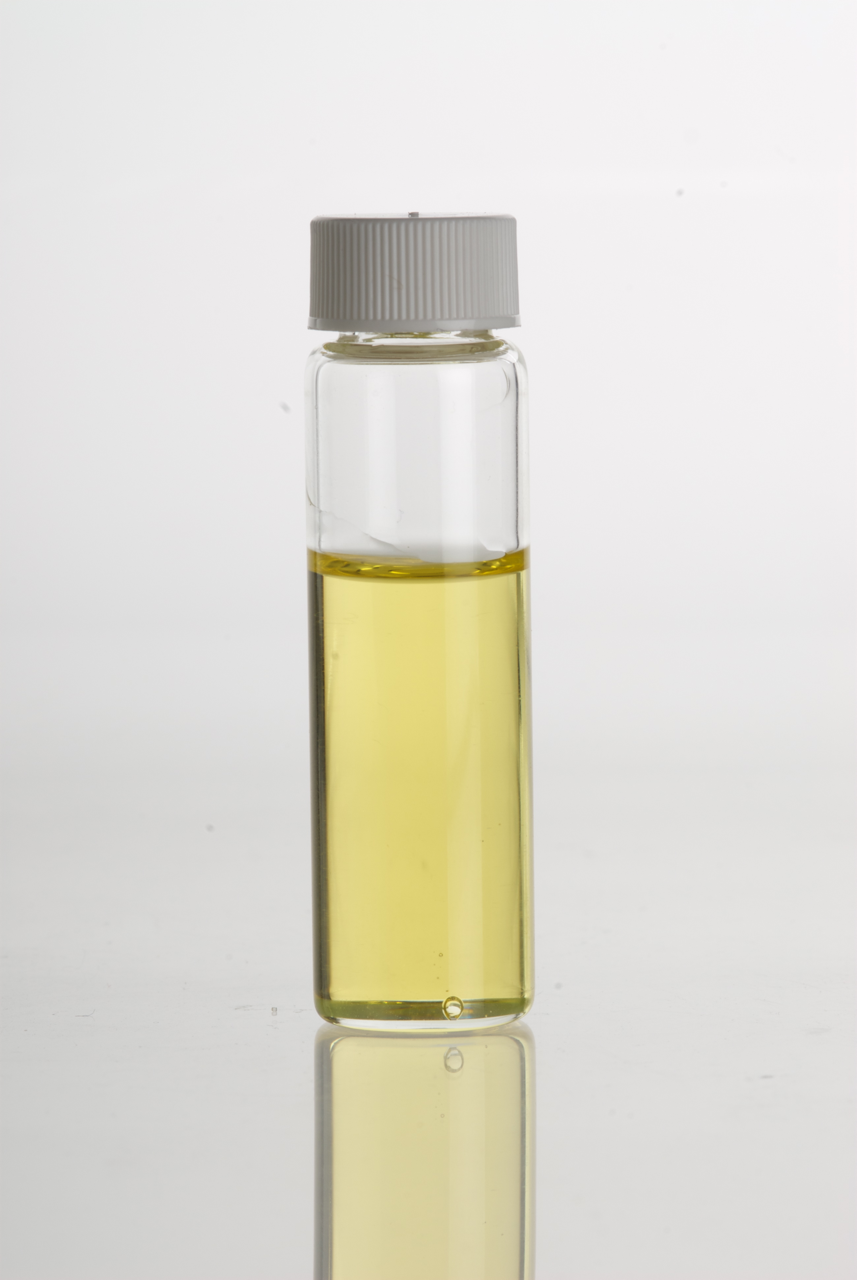
Frasco de vidro contendo óleo de jojoba

Óleo de jojoba (/həˈhoʊbə/) é o líquido produzido na semente de Simmondsia chinensis (jojoba), uma arbusto nativo do sul do Arizona, sul da Califórnia e noroeste do México. O óleo representa aproximadamente 50% do peso da semente de jojoba. Os termos "óleo de jojoba" e "cera de jojoba" são frequentemente usados indistintamente porque a cera visualmente parece ser um óleo móvel, mas, como cera, é composta quase inteiramente (~97%) de monoésteres de ácidos graxos de cadeia longa (éster de cera) e álcoois (jojobato de isopropila), acompanhados por apenas uma pequena fração de ésteres de triglicerídeos. Essa composição explica sua extrema estabilidade na prateleira e resistência extraordinária a altas temperaturas, em comparação com os óleos vegetais verdadeiros.

## História
A tribo indígena americana O'odham extraía o óleo das sementes de jojoba para tratar feridas e machucados. A coleta e o processamento das sementes de populações naturais marcaram o início da domesticação da jojoba no início da década de 1970.
Em 1943, os recursos naturais dos EUA, incluindo o óleo de jojoba, foram usados durante a guerra como aditivos para óleo de motor, óleo de transmissão e óleo de diferencial. Metralhadoras foram lubrificadas e mantidas com jojoba.

## Aparência
O óleo de jojoba não refinado aparece como um líquido dourado claro à temperatura ambiente com um odor ligeiramente amendoado. O óleo de jojoba refinado é incolor e inodoro. O ponto de fusão do óleo de jojoba é aproximadamente 10 °C (50 °F) e o índice de iodo é aproximadamente 80. O óleo de jojoba é relativamente estável na prateleira quando comparado a outros óleos vegetais, principalmente porque contém poucos triglicerídeos, ao contrário da maioria dos outros óleos vegetais, como o óleo de semente de uva e o óleo de coco. Ele tem um índice de estabilidade oxidativa de aproximadamente 60, o que significa que é mais estável na prateleira do que o óleo de cártamo, óleo de canola, óleo de amêndoa ou esqualeno, mas menos do que o óleo de rícino e óleo de coco.

## Química
| Ponto de congelamento | 7-10,6 °C                        |
| Índice de refração    | 1,4650 a 25 °C                   |
| Gravidade específica  | 0,863 a 25 °C                    |
| Ponto de fumaça       | 195 °C                           |
| Ponto de fulgor       | 295 °C                           |
| Número de iodo        | 82                               |
| Viscosidade           | 48 SUS a 99 °C 127 SUS a 37,8 °C |
| Índice de viscosidade | 190-230                          |

| Ácido graxo          | Átomos de carbono:ligações duplas | Posição(ões) da ligação dupla | Percentagem (fração molar) |
| -------------------- | --------------------------------- | ----------------------------- | -------------------------- |
| Ácido palmítico      | C16:0                             | -                             | 0,3                        |
| Ácido palmitoleico   | C16:1                             | 9                             | 0,3                        |
| Ácido esteárico      | C18:0                             | -                             | 0,2                        |
| Ácido oleico         | C18:1                             | 9                             | 9,3                        |
| Ácido araquídico     | C20:0                             | -                             | -                          |
| Ácido 11-eicosenóico | C20:1                             | 11                            | 76,7                       |
| Ácido behênico       | C22:0                             | -                             | traços                     |
| Ácido erúcico        | C22:1                             | 13                            | 12,1                       |
| Ácido lignocérico    | C24:0                             | -                             | 0,1                        |
| Ácido nervônico      | C24:1                             | 15                            | 1,0                        |

O conteúdo de ácidos graxos do óleo de jojoba pode variar significativamente dependendo do solo e do clima em que a planta é cultivada, bem como de quando é colhida e de como o óleo é processado. Em geral, ele contém uma alta proporção de ácidos graxos monoinsaturados, principalmente ácido 11-eicosenóico (ácido gondoico).

## Usos
Sendo derivado de uma planta de crescimento lento e difícil de cultivar, o óleo de jojoba é usado principalmente em aplicações de pequena escala, como produtos farmacêuticos e cosméticos. No geral, ele é usado como substituto do óleo de baleia e seus derivados, como o álcool cetílico. A proibição da importação de óleo de baleia para os EUA em 1971 levou à descoberta de que o óleo de jojoba é "em muitos aspectos superior ao óleo de espermacete para aplicações nas indústrias de cosméticos e outras".
O óleo de jojoba é encontrado como aditivo em muitos produtos cosméticos, especialmente aqueles comercializados como feitos de ingredientes naturais.[carece de fontes?] Em particular, tais produtos que comumente contêm jojoba são loções e hidratantes, shampoos e condicionadores de cabelo.[carece de fontes?]
Como a olestra, o óleo de jojoba é comestível, mas não é calórico e não é digerível, o que significa que o óleo passará pelos intestinos inalterado e pode imitar a esteatorreia—uma condição de saúde caracterizada pela incapacidade de digerir ou absorver gorduras dietéticas normais. Assim, este óleo indigerível está presente nas fezes, mas não indica uma doença intestinal. Se o consumo de óleo de jojoba for interrompido em uma pessoa saudável, o óleo indigerível nas fezes desaparecerá. O óleo de jojoba também contém aproximadamente 12,1% do ácido graxo ácido erúcico que teria efeitos tóxicos no coração em doses suficientemente altas, se fosse digerível.

## Galeria de fotos

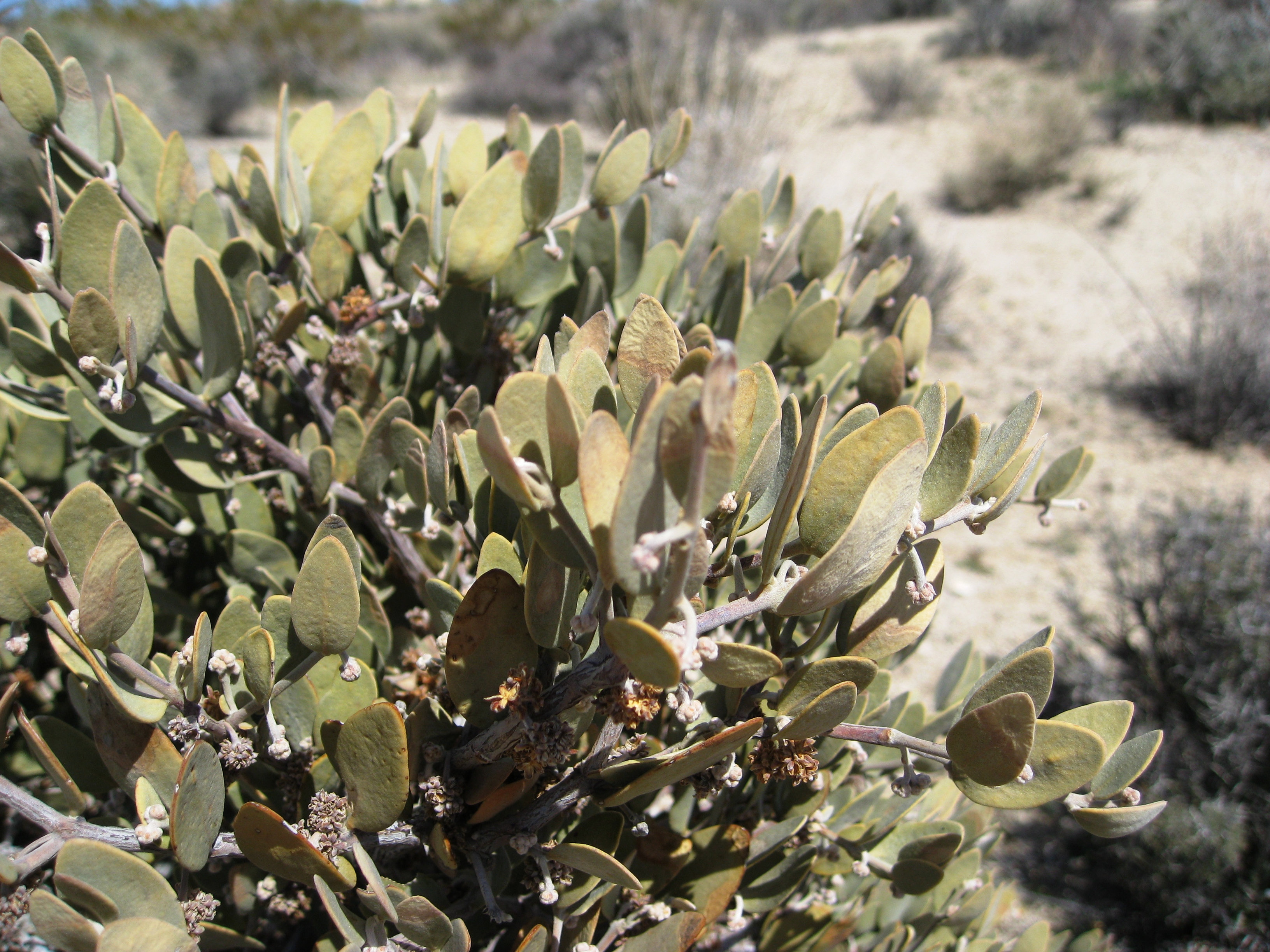
Planta
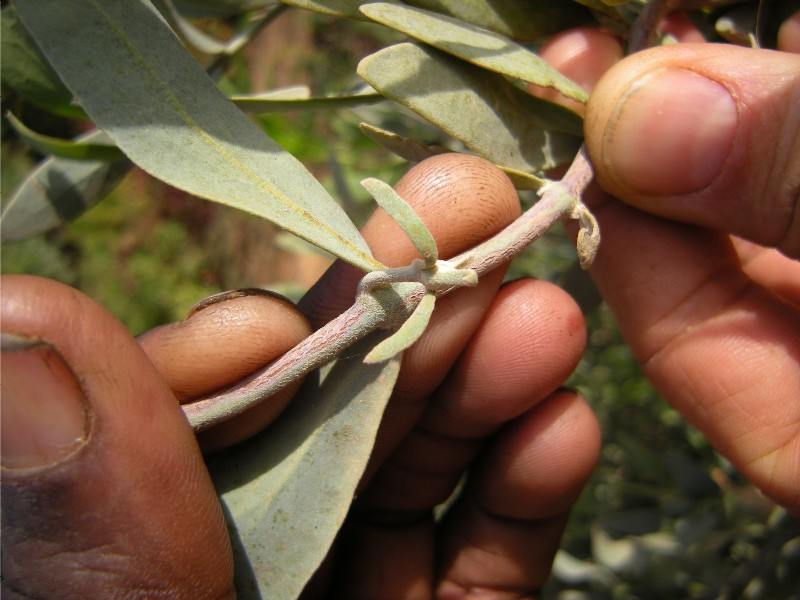
Flor feminina
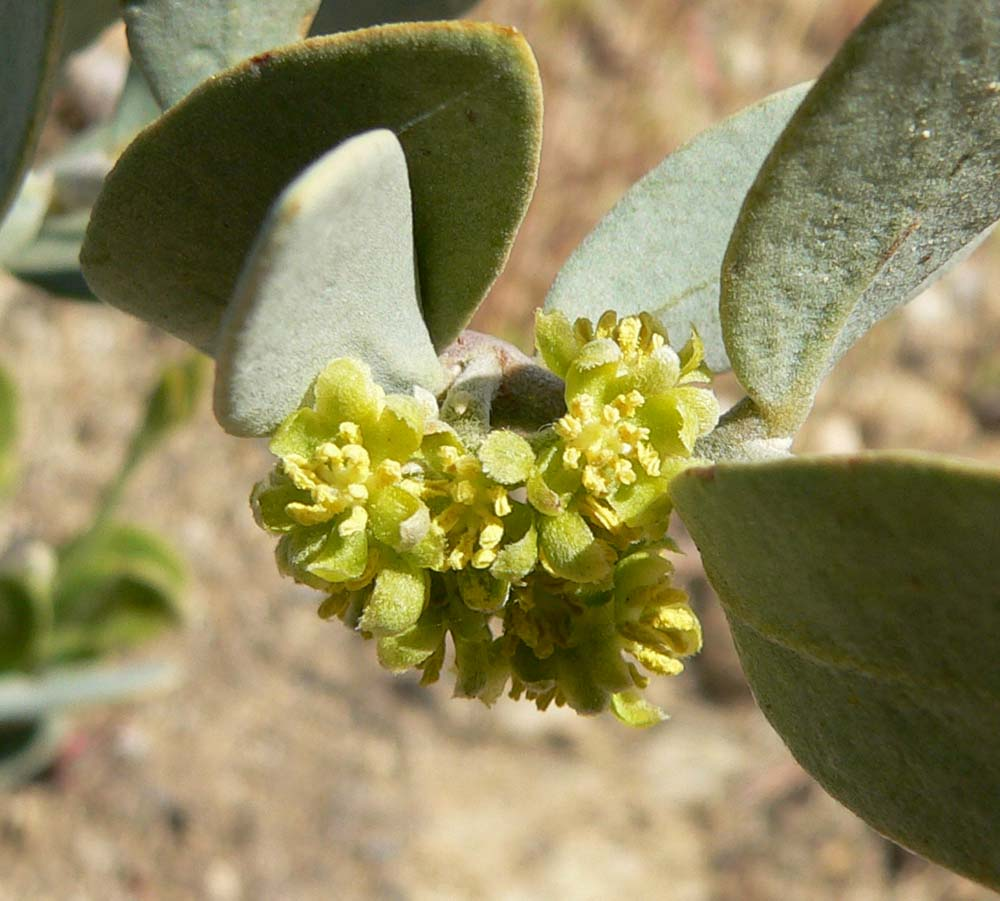
Flor masculina
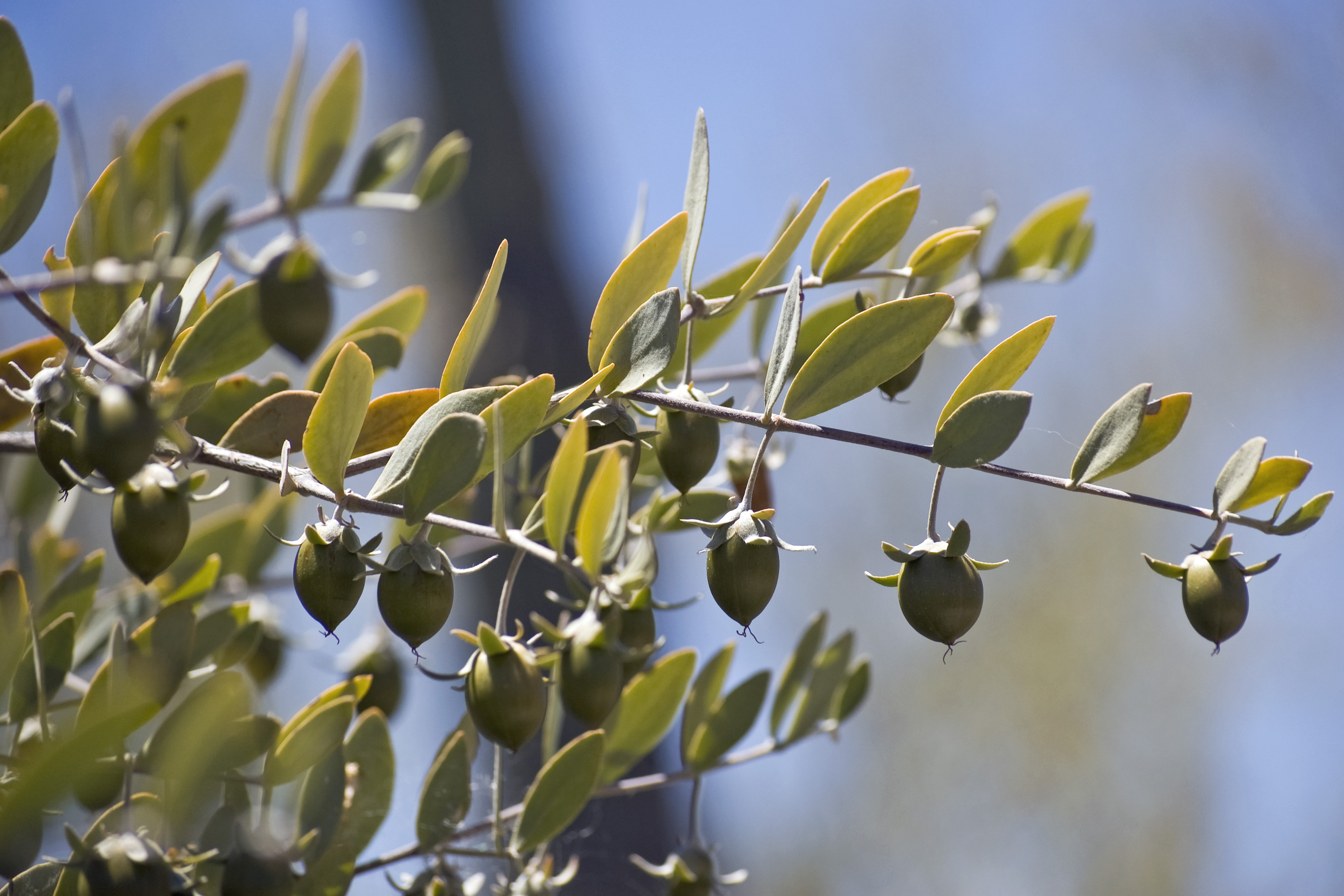
Frutos
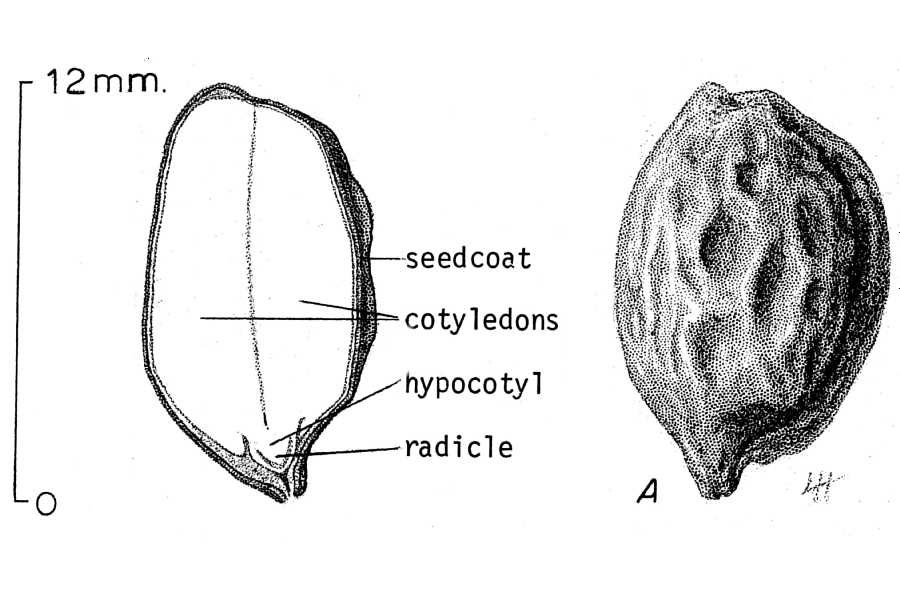
Semente

## 30em
1. ↑  Sturtevant, Drew; Lu, Shaoping; Zhou, Zhi-Wei; Shen, Yin; Wang, Shuo; Song, Jia-Ming; Zhong, Jinshun; Burks, David J.; Yang, Zhi-Quan; Yang, Qing-Yong; Cannon, Ashley E.; Herrfurth, Cornelia; Feussner, Ivo; Borisjuk, Ljudmilla; Munz, Eberhard; Verbeck, Guido F.; Wang, Xuexia; Azad, Rajeev K.; Singleton, Brenda; Dyer, John M.; Chen, Ling-Ling; Chapman, Kent D.; Guo, Liang (13 March 2020). «The genome of jojoba (Simmondsia chinensis): A taxonomically isolated species that directs wax ester accumulation in its seeds». Science Advances. 6 (11): eaay3240. Bibcode:2020SciA....6.3240S. PMC 7065883. PMID 32195345. doi:10.1126/sciadv.aay3240 Verifique data em: |data= (ajuda)
2. 1 2 3  Undersander DJ, Oelke EA, Kaminski AR, Doll JD, Putnam DH, Combs SM, Hanson CV (1990). Jojoba. Alternative field crops manual (Relatório). University of Wisconsin-Extension, Cooperative Extension.
3. ↑  Gentry HS (1 de janeiro de 1958). «The Natural History of Jojoba (Simmondsia chinensis) and Its Cultural Aspects». Economic Botany. 12 (3): 261–295. JSTOR 4287990. doi:10.1007/bf02859772
4. ↑  «AOCS Method Cc 18-80». The American Oil Chemists' Society (AOCS). Consultado em 13 de outubro de 2006. Cópia arquivada em 13 de março de 2007
5. ↑  «AOCS Method Cd 1-25». The American Oil Chemists' Society (AOCS). Consultado em 13 de outubro de 2006. Cópia arquivada em 13 de março de 2007
6. ↑  Matsumoto, Y.; Ma, S.; Tominaga, T.; Yokoyama, K.; Kitatani, K.; Horikawa, K.; Suzuki, K. (2019). «Acute Effects of Transdermal Administration of Jojoba Oil on Lipid Metabolism in Mice». Medicina. 55 (9): 594. PMC 6780807. PMID 31540183. doi:10.3390/medicina55090594
7. ↑  «AOCS Method Cd 12b-92». The American Oil Chemists' Society (AOCS). Consultado em 13 de outubro de 2006. Cópia arquivada em 13 de março de 2007
8. 1 2 3 4 5  Wisniak J (1987). The chemistry and technology of jojoba oil. [S.l.]: The American Oil Chemists Society. p. 24. ISBN 978-0-935315-17-2
9. 1 2 3 4  El Bassam N (1998). Energy Plant Species: Their Use and Impact on Environment and Development. [S.l.]: Earthscan. p. 168. ISBN 978-1-873936-75-7
10. ↑  Heilweil IJ (1988). Review of Lubricant Properties of Jojoba Oil and its Derivatives. [S.l.]: The American Oil Chemists Society. ISBN 978-0-935315-22-6
11. ↑  Busson-Breysse, J.; Farines, M.; Soulier, J. (September 1994). «Jojoba wax: Its esters and some of its minor components». Journal of the American Oil Chemists' Society. 71 (9): 999–1002. doi:10.1007/BF02542268 Verifique data em: |data= (ajuda)
12. ↑  Wolfmeier U, Schmidt H, Heinrichs FL, Michalczyk G, Payer W, Dietsche W, Boehlke K, Hohner G, Wildgruber J (2002). «Ceras». Ullmann's Encyclopedia of Industrial Chemistry. Weinheim: Wiley-VCH. ISBN 3527306730. doi:10.1002/14356007.a28_103.
13. ↑  Place, A. R. (September 1992). «Comparative aspects of lipid digestion and absorption: physiological correlates of wax ester digestion». American Journal of Physiology-Regulatory, Integrative and Comparative Physiology. 263 (3): R464–R471. PMID 1415629. doi:10.1152/ajpregu.1992.263.3.R464 Verifique data em: |data= (ajuda)

## Links externos
- International Jojoba Export Council
- Naqvi, H.H.; I.P. Ting (1990). «Jojoba: A unique liquid wax producer from the American desert». Advances in new crops. Timber Press, Portland, OR. pp. 247–251
- Descrição e estrutura química do óleo de jojoba
- Este pequeno arbusto do deserto pode realmente salvar o mundo? - Primeiro artigo de 1977